# Silvertronen (TV-serie)
Silvertronen (engelska: The Silver Chair) är en brittisk drama- och fantasyserie från 1990. Serien är baserad på romanen Silvertronen i C S Lewis bokserie om landet Narnia. Den premiärsändes i Storbritannien 18 november 1990. Silvertronen var den tredje delen av en serie om Narnia som sändes 1988-1990, de två andra delserierna är Narnia: Häxan och lejonet och Prins Caspian och skeppet Gryningen.

## Rollista i urval
- David Thwaites - Eustace Clarence Scrubb
- Camilla Power - Jill Pole
- Ailsa Berk - Aslan / Drake
- Richard Henders - Prins Rilian / Black Knight
- Tom Baker - Surpöl
- William Todd-Jones - Aslan / Kentaur
- Ronald Pickup - Aslan (röst)
- Warwick Davis - Glimfeather
- Barbara Kellerman - Green Lady
- Geoffrey Russell - Kung Caspian
- Nick Brimble - Giant Porter
- Stephen Reynolds - Giant King
- Lesley Nicol - Giant Queen
- Patsy Byrne - Giant Nanny
- Joe Hall - Sentry
- Jack Purvis - Golg
- Jean Marc Perret - Unge Caspian
- Jeffrey S. Perry - Mr. Tumnus
- Henry Woolf - Doktor Cornelius

## DVD
Serien finns utgiven på DVD.